# Albornos
Albornos ist ein Ort und eine zentralspanische Gemeinde (municipio) mit 175 Einwohnern (Stand: 2024) in der Provinz Ávila in der Autonomen Region Kastilien-León. 

## Lage
Albornos befindet sich in den nördlichen Ausläufern der Sierra de Gredos gut 24 Kilometer westnordwestlich von Ávila in einer Höhe von 910 m. Das Klima im Winter ist kühl, im Sommer dagegen trotz der Höhenlage durchaus warm; der Regen (ca. 570 mm/Jahr) fällt – mit Ausnahme der nahezu regenlosen Sommermonate – verteilt übers ganze Jahr.

## Bevölkerungsentwicklung
| Jahr      | 1970 | 1981 | 1991 | 2001 | 2011 | 2021 |
| Einwohner | 393  | 329  | 295  | 250  | 218  | 171  |

## Sehenswürdigkeiten

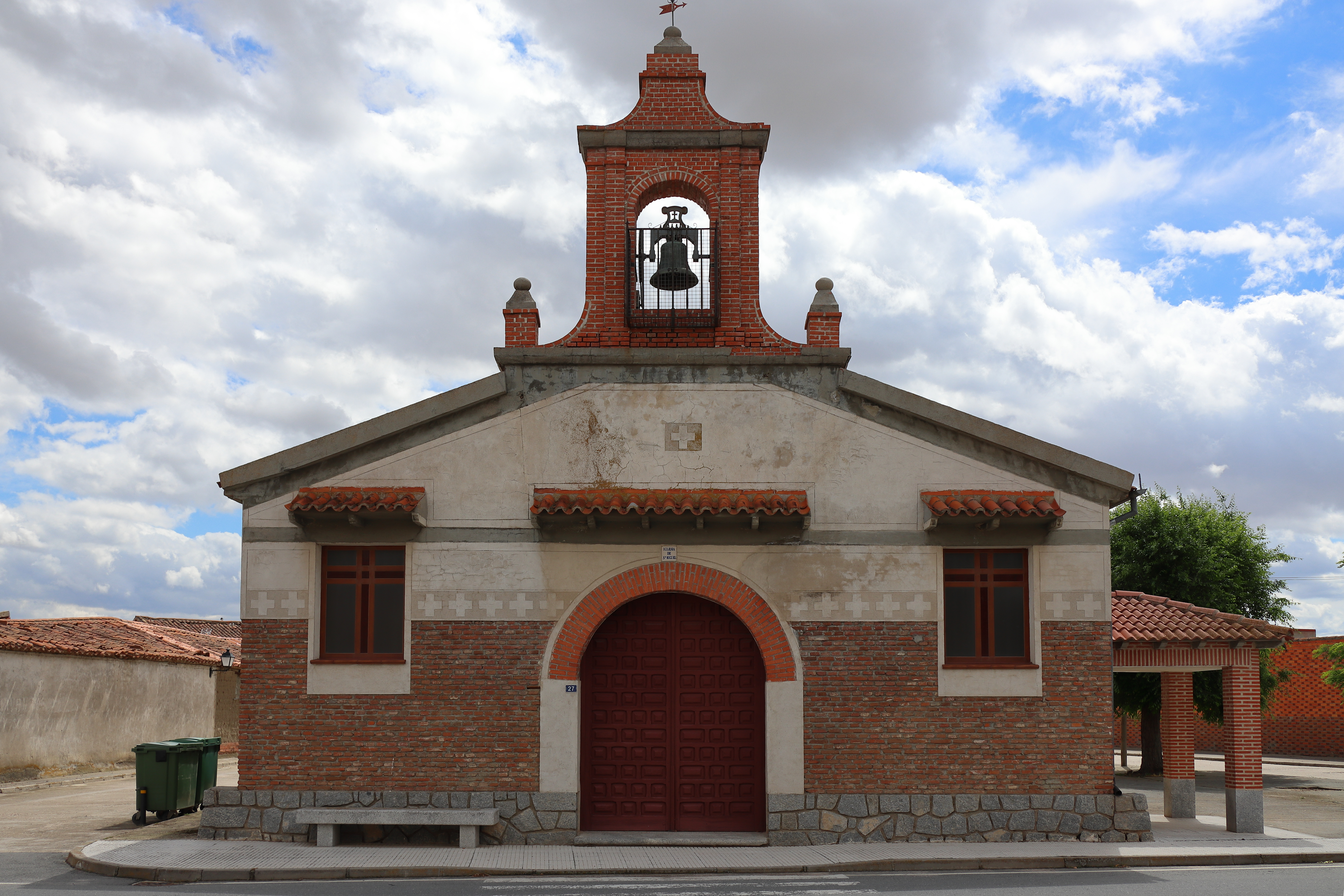
Michaeliskirche
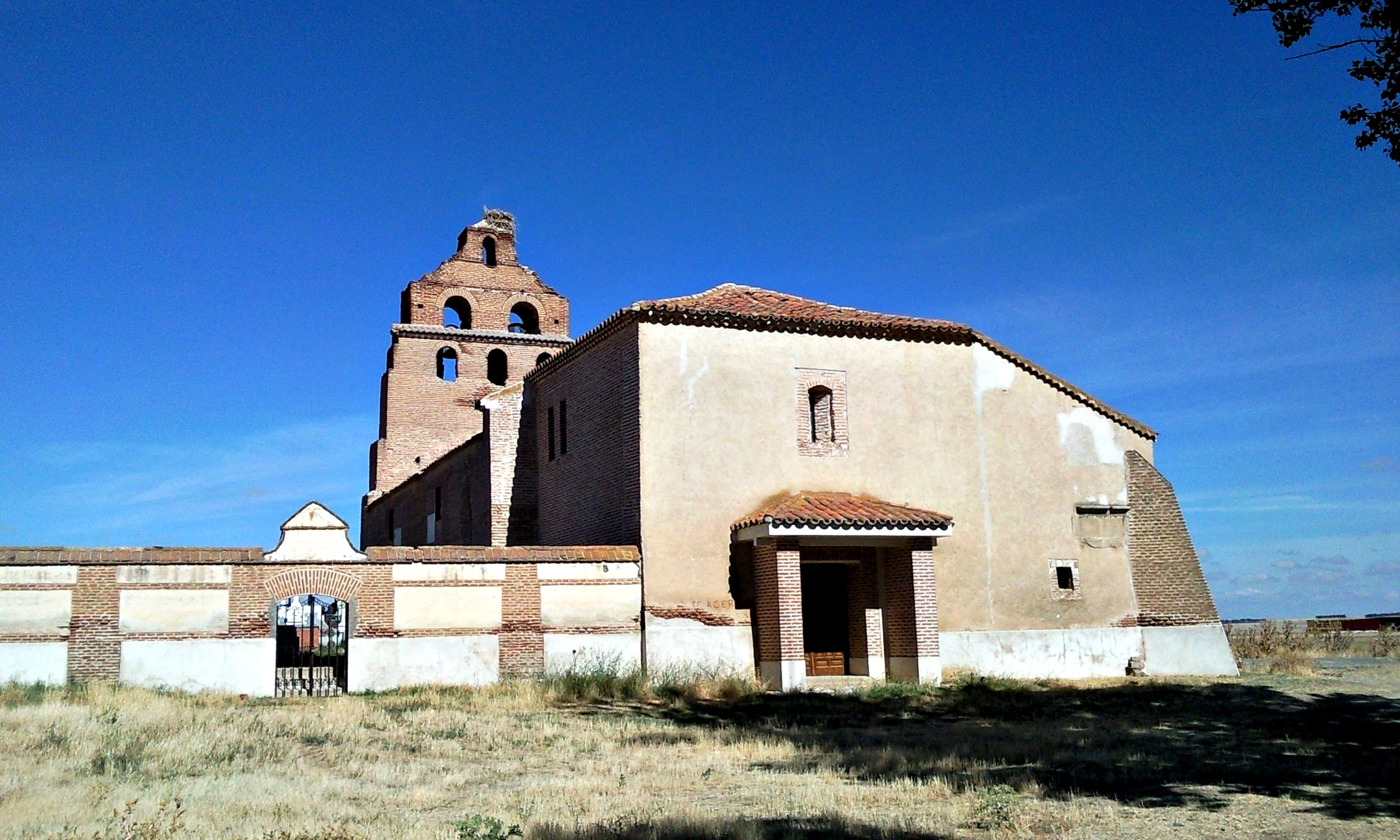
alte Kirche
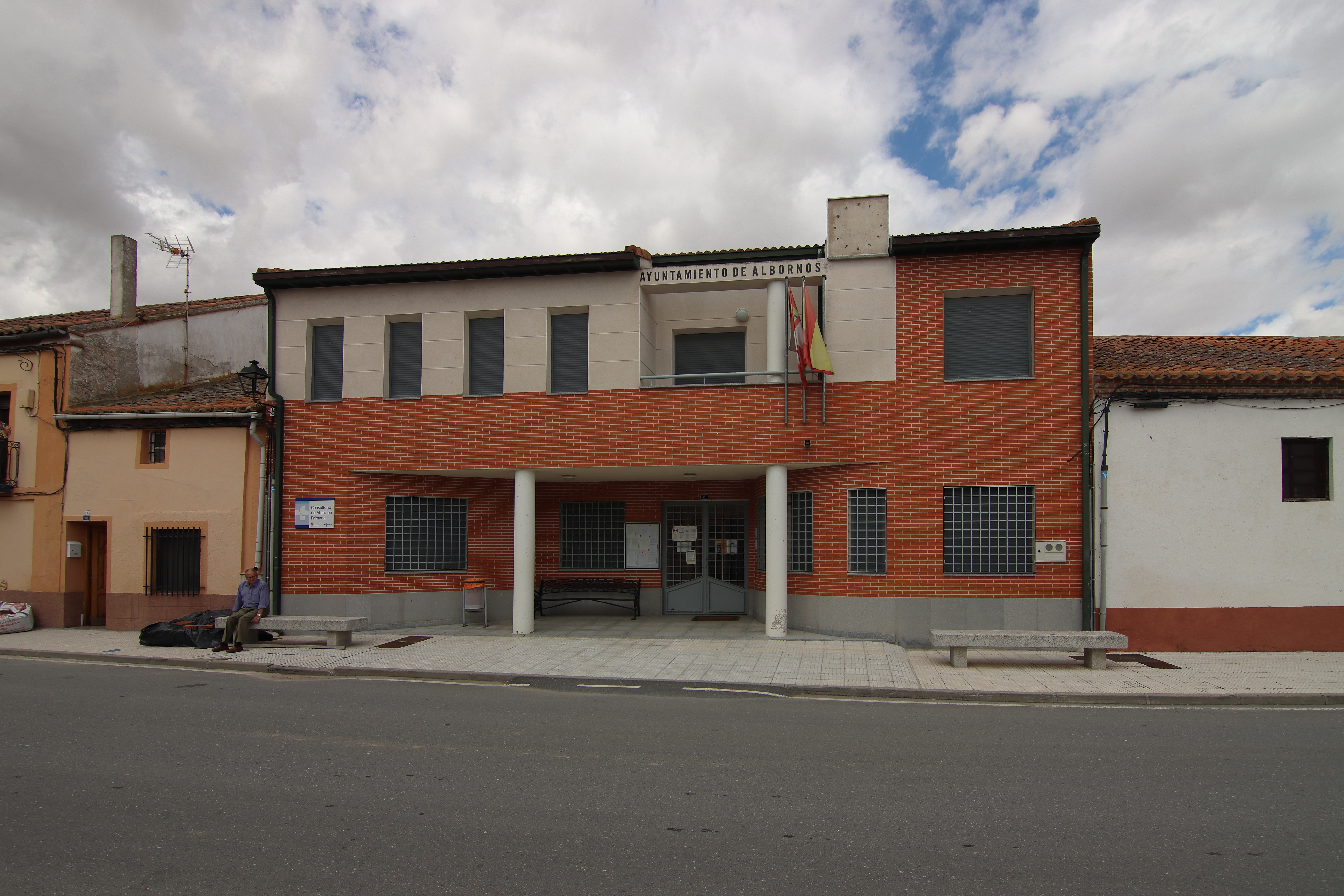
Rathaus

- Michaeliskirche
- Alte Kirche
- Rathaus